# St. Nikolai (Gemeinde Keutschach am See)
St. Nikolai (slowenisch: Šmiklavž) ist ein Ortsteil von Keutschach in Kärnten. Das Dorf hat 63 Einwohner (Stand 2024) und liegt in einer Höhe von 570 m ü. A.

## Geographische Lage
Der Ort liegt etwa 1,5 km östlich des Ortskerns von Keutschach. Nachbarorte sind Sekirn, Pertitschach, Höflein, Dobeinitz, Keutschach, Leisbach und Rauth. Sankt Nikolai ist ein nordwestlich des Rauschelesees gelegener Ort, der am Sonnenhang des unteren Keutschacher Seentals liegt. Markanter, ins Auge stechender Punkt ist die Kirche, die von der Verbindungsstraße von Klagenfurt nach Keutschach gut sichtbar ist, da sie auf einer kleinen Anhöhe mitten im Ort steht.

## Kirche
Die dem Patronat Heiligen Nikolaus anvertraute römisch-katholische Kirche ist eine Filialkirche der Pfarre St. Georg in Keutschach und liegt auf einem felsigen Hügel neben wenigen Häusern. Sie wurde bereits im Jahre 1150 erstmals errichtet. Das Gebäude ist ein kleiner, im Kern romanischer Bau (vermauertes romanisches Fenster im Westteil) mit gotischem Chor, einem Fünf-Achtel-Schluss und spitzem Dachreiter. Im Zeitraum 1979 bis 1981 wurde eine Gesamtrestauration durchgeführt. Die Außenfassade erhielt im Jahre 1994 einen Neuanstrich. Das Dach ist mit Holzschindeln eingedeckt. Eine westlich offene barocke Vorhalle schützt ein spitzbogiges, profiliertes gotisches Eingangsportal. Weiters wurde im Jahr 1992 durch die  „St. Nikolaier Schießbuben“, welche in diesem Jahr ihr 10-Jahr-Jubiläum begingen, beabsichtigt eine zweite Glocke anzuschaffen. Doch aus einer Glocke wurden zwei und so ruft die Kirche heute mit drei Glocken zu kirchlichen Festen. Im Jahr 1997, anlässlich des 15-Jahr-Jubiläums der „St. Nikolaier Schießbuben“ wurde der Wetterhahn vergoldet und bei einer großen kirchlichen Feier eingeweiht.

## Brechelgrube
Gleich 15 m östlich der Filialkirche befindet sich eine so genannte Brechelgrube, die letztmals um das Jahr 1950 benutzt wurde. Eine solche Grube (slowenisch: Terična jama) war eine Stätte zur Flachsbearbeitung. Sie ist etwa zwei Meter tief.

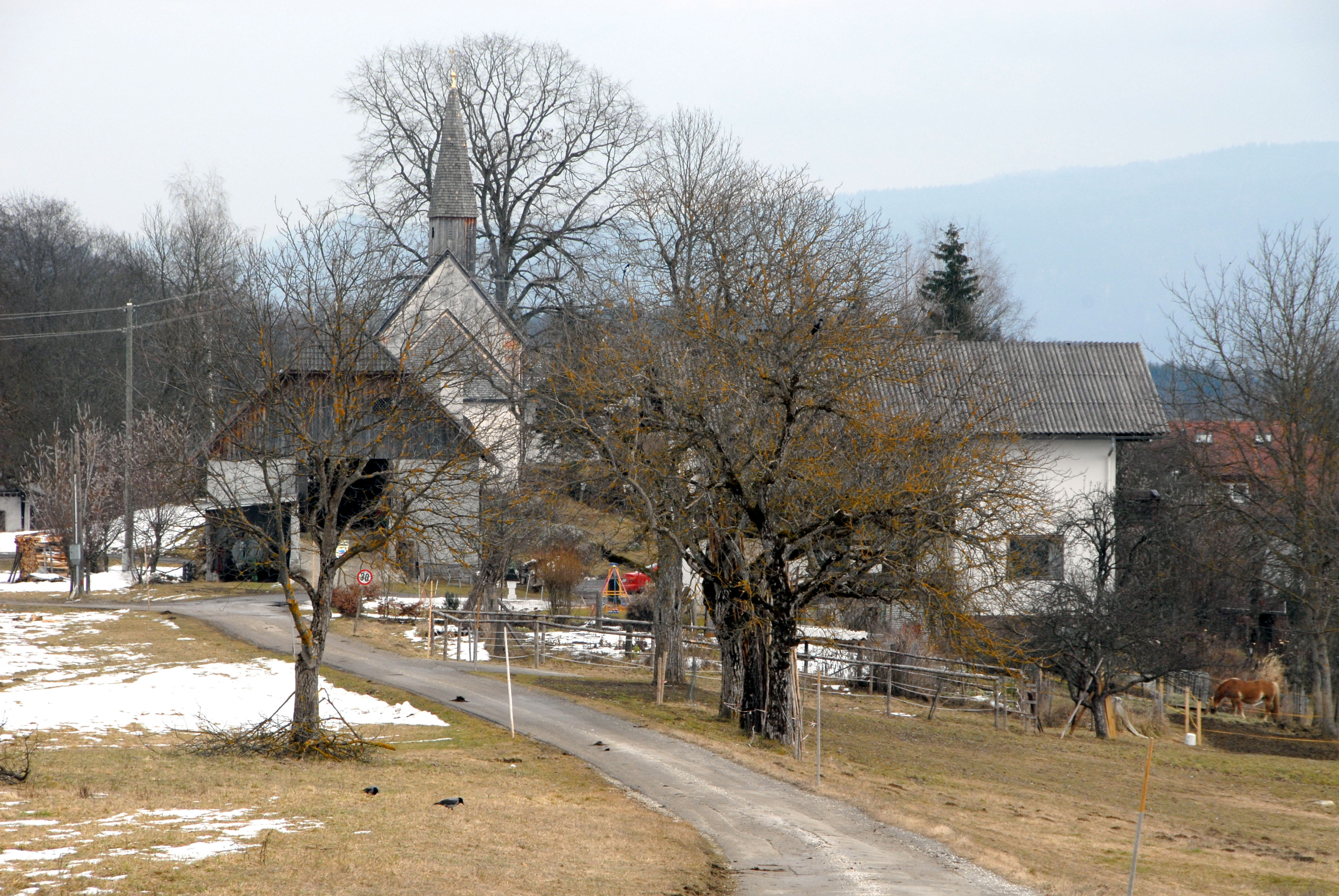
Ortsteil St. Nikolai
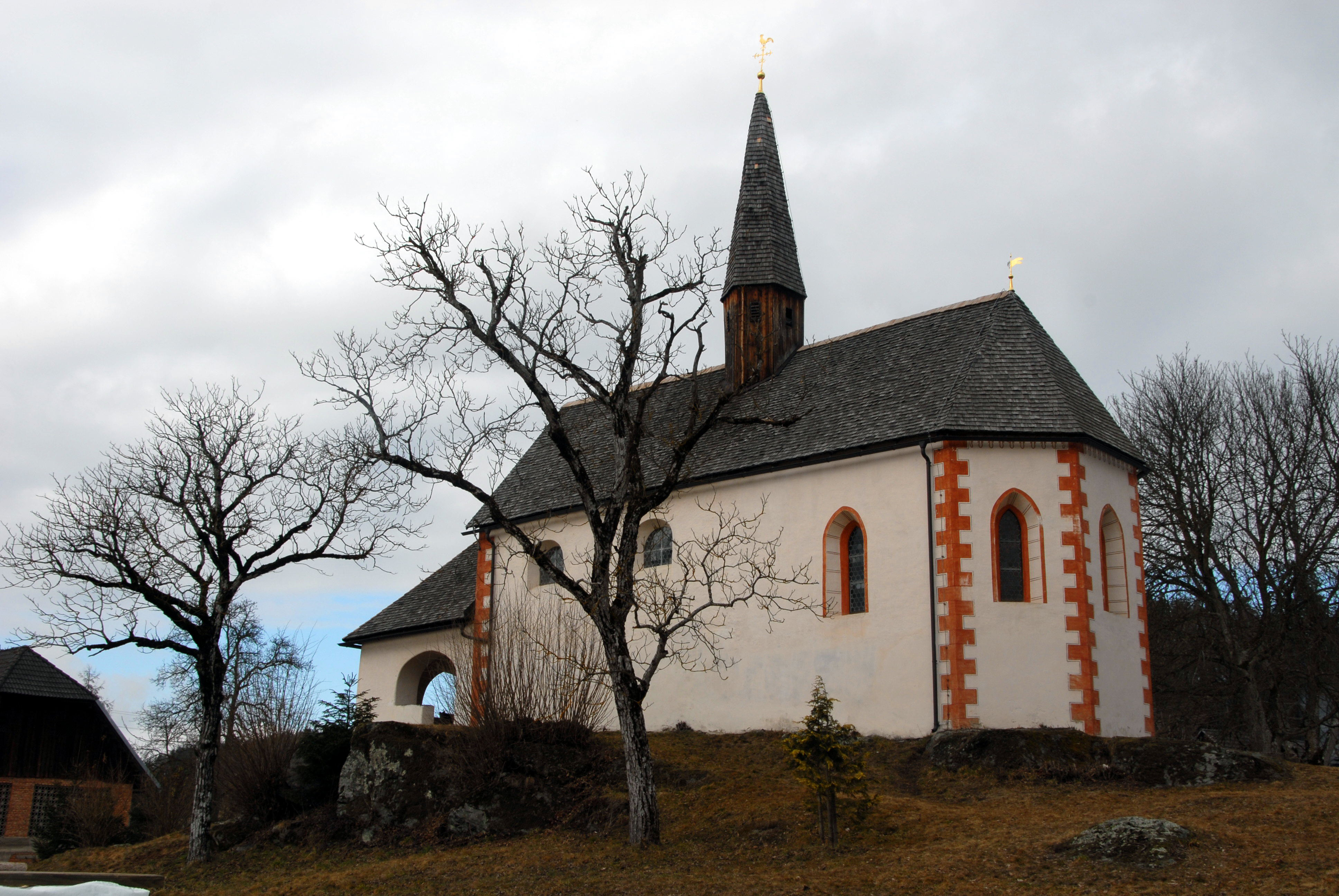
Filialkirche St. Nikolai
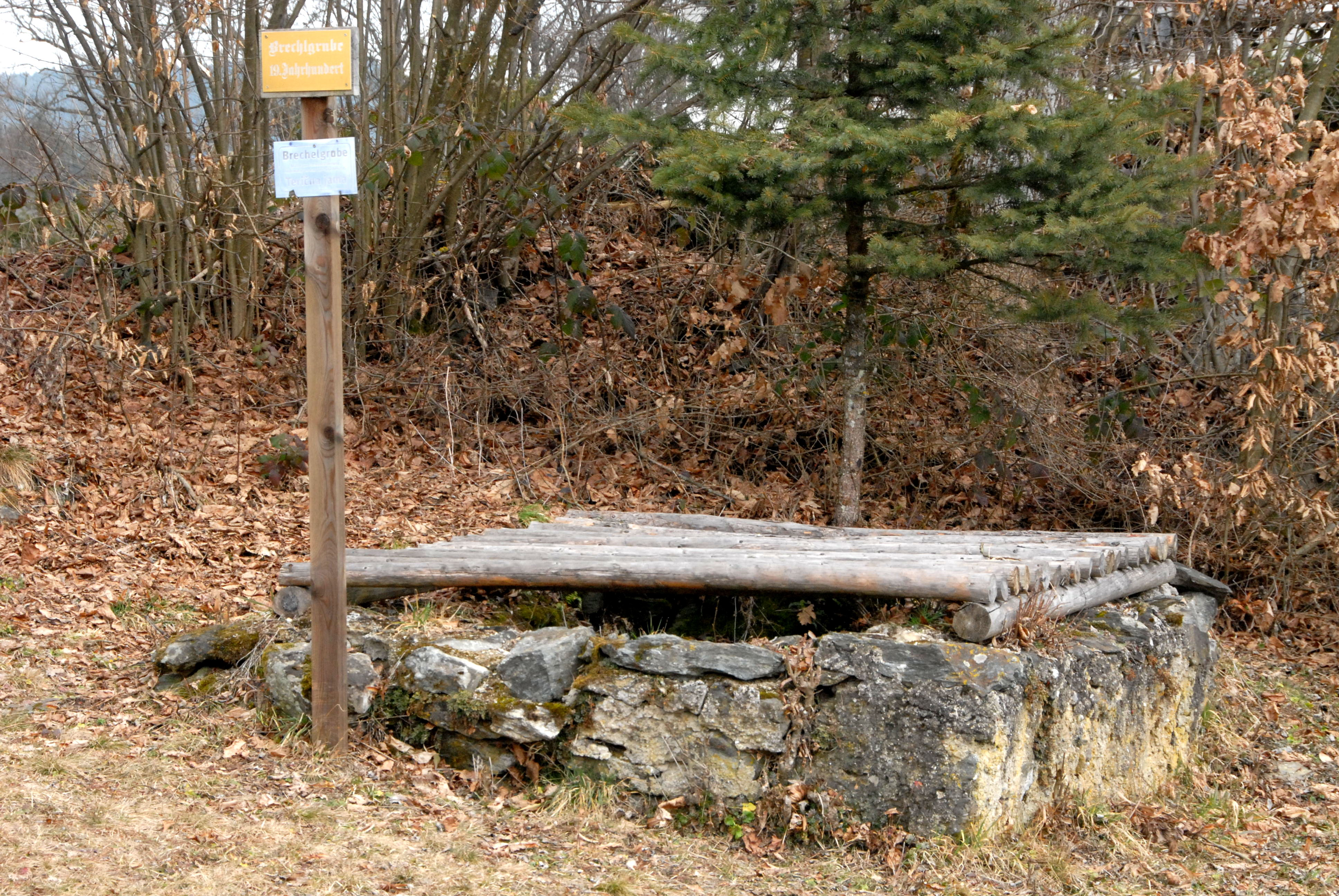
Brechelgrube in St. Nikolai